# Adil Bəbirov
Adil Musa oğlu Bəbirov (* 15. Februar 1934 in Baku, Aserbaidschanische SSR, Sowjetunion; † 26. September 2021 in Kanada) war ein aserbaidschanischer Komponist, Musikpädagoge und Toningenieur.

## Leben
Adil Bəbirov erlernte in einer Musikschule in Baku zunächst das Saiteninstrument Tar. Auf der Asəf Zeynallı Musikschule wurde er von Əhməd Bakıxanov (1892–1973) unterrichtet. Dieser vermittelte ihm die Grundlagen der aserbaidschanischen Volksmusik und des Mugham. Nach Abschluss der Musikschule 1954 fand er im selben Jahr Aufnahme am Staatlichen Konservatorium Aserbaidschans in Baku. Hier erhielt er zunächst Kompositionsunterricht bei Əşrəf Abbasov. Nach einem halben Jahr wechselte er in die Kompositionsklasse Qara Qarayevs. Aus gesundheitlichen Gründen musste er das Studium unterbrechen. 1978 schloss er doch das Kompositionsstudium mit einem sinfonischen Werk ab, das bei der Uraufführung vom Dirigenten Rauf Abdullayev (* 1937) geleitet wurde. In jungen Jahren arbeitete er als Toningenieur für Fernsehen und Rundfunk, später als Chefredakteur von Musikprogrammen. Als Musikpädagoge unterrichtete er an der Staatlichen Pädagogischen Universität in Baku. Er erhielt 1989 den Ehrentitel Verdienter Künstler der Aserbaidschanischen SSR verliehen. Zuletzt lebte er in Kanada und gehörte zu den Gründern des Silk Road Chamber Orchestra in Toronto. Er starb Ende September 2021.

## Werke
Adil Bəbirov schrieb vor allem Filmmusik. Daneben komponierte er Klaviermusik: im Laufe des Studiums Präludien, 1956 Variationen und 1966 eine Klaviersonate. 1975 erschien beim Musikverlag Isiq in Baku die Sammlung Azərbaycan bəstəkarlarının pyesləri [Kompositionen aserbaidschanischer Komponisten]; zwei Stücke Bəbirovs wurden darin aufgenommen: eine Tokkata für Klavier und das Prelude-Scherzo. 1983 folgten Fünf Stücke für Kammerorchester und 1984 eine Ballettsuite. Für Streichinstrumente komponierte er eine Sonate für Violine und Klavier und Stücke für Violoncello und Klavier. Neben Musik für das Theater schrieb er Lieder und Romanzen. Er vertonte dabei unter anderem Texte der aserbaidschanischen Dichter und Schriftsteller Bəxtiyar Vahabzadə (1925–2009), Fikrət Qoca (1935–2021), Yusif Həsənbəy (* 1932) und Vaqif Səmədoğlu (1939–2015). Das Stück Ekspromt wurde am 17. Mai 2019 von Mehri Əsədullayeva auf dem Saiteninstrument Tar und von der Pianistin Əsgərli Arzu bei einem Konzert im Großen Saal der Musikakademie Baku aufgeführt. Von 1990 bis 2001 erstellte er Klavierarrangements diverser aserbaidschanischer Volkslieder.